# Liga Nacional de Nueva Zelanda 1981
La Liga Nacional de Nueva Zelanda 1980 fue la decimosegunda edición de la antigua primera división del país. El Wellington Diamond United obtuvo su segundo campeonato, ya que previamente había ganado la edición 1976.

## Ascensos y descensos
| Pos | de la Liga Nacional |
| --- | ------------------- |
| 10º | Stop Out            |
| 11º | Blockhouse Bay      |
| 12º | Nelson United       |

| Pos | de la Northern League |
| --- | --------------------- |
| 1º  | Takapuna City         |

| Pos | de la Central League |
| --- | -------------------- |
| 1º  | Miramar Rangers      |

| Pos | de la Southern League |
| --- | --------------------- |
| 1º  | Woolston WMC          |

## Equipos participantes
| Equipo                      | Ciudad       | Liga            |
| --------------------------- | ------------ | --------------- |
| University-Mount Wellington | Auckland     | Northern League |
| Manurewa                    | Auckland     | Northern League |
| Hamilton                    | Hamilton     | Northern League |
| North Shore United          | North Shore  | Northern League |
| Takapuna City               | North Shore  | Northern League |
| Gisborne City               | Gisborne     | Central League  |
| Miramar Rangers             | Wellington   | Central League  |
| Wellington Diamond United   | Wellington   | Central League  |
| Christchurch United         | Christchurch | Southern League |
| Rangers                     | Christchurch | Southern League |
| Woolston WMC                | Christchurch | Southern League |
| Dunedin City                | Dunedin      | Southern League |

## Clasificación
| Pos | Equipo                      | PJ | G  | E | P  | GF | GC | Dif | Pts |
| --- | --------------------------- | -- | -- | - | -- | -- | -- | --- | --- |
| 1   | Wellington Diamond United   | 22 | 13 | 5 | 4  | 46 | 17 | 29  | 31  |
| 2   | Dunedin City                | 22 | 13 | 5 | 4  | 43 | 26 | 17  | 31  |
| 3   | University-Mount Wellington | 22 | 13 | 3 | 6  | 50 | 16 | 34  | 29  |
| 4   | Gisborne City               | 22 | 14 | 1 | 7  | 43 | 17 | 26  | 29  |
| 5   | North Shore United          | 22 | 12 | 3 | 7  | 35 | 31 | 4   | 27  |
| 6   | Christchurch United         | 22 | 7  | 9 | 6  | 23 | 19 | 4   | 23  |
| 7   | Manurewa                    | 22 | 9  | 3 | 10 | 41 | 32 | 9   | 21  |
| 8   | Miramar Rangers             | 22 | 6  | 8 | 8  | 23 | 37 | -14 | 20  |
| 9   | Hamilton                    | 22 | 7  | 5 | 10 | 18 | 34 | -16 | 19  |
| 10  | Takapuna City               | 22 | 4  | 7 | 11 | 26 | 47 | -21 | 15  |
| 11  | Woolston WMC                | 22 | 4  | 6 | 12 | 23 | 53 | -30 | 14  |
| 12  | Rangers                     | 22 | 0  | 5 | 17 | 10 | 52 | -42 | 5   |

J: partidos jugados; G: partidos ganados; E: partidos empatados; P: partidos perdidos; GF: goles a favor;
 GC: goles en contra; DG: diferencia de goles; Pts: puntos
|  | Desafiliación para la próxima temporada |

| Bandera de Nueva Zelanda                    |
| Campeón Wellington Diamond United 2º título |